# Holothuria forskali
Espèce
Statut de conservation UICN

 LC  : Préoccupation mineure
L’Holothurie noire (Holothuria forskali) est une espèce de concombre de mer de la famille des Holothuriidés.

## Description et caractéristiques
C'est une holothurie très commune, reconnaissable à sa couleur noir profond, plus ou moins constellée de fins points blancs (très éclairé, le tégument peut cependant paraître bordeaux sombre). Il existe toutefois de rares variantes jaunes. 
Cette espèce n'a pas pour habitude de se couvrir de sable (contrairement à plusieurs autres espèces locales), et émet des tubes de Cuvier quand elle se sent menacée. 

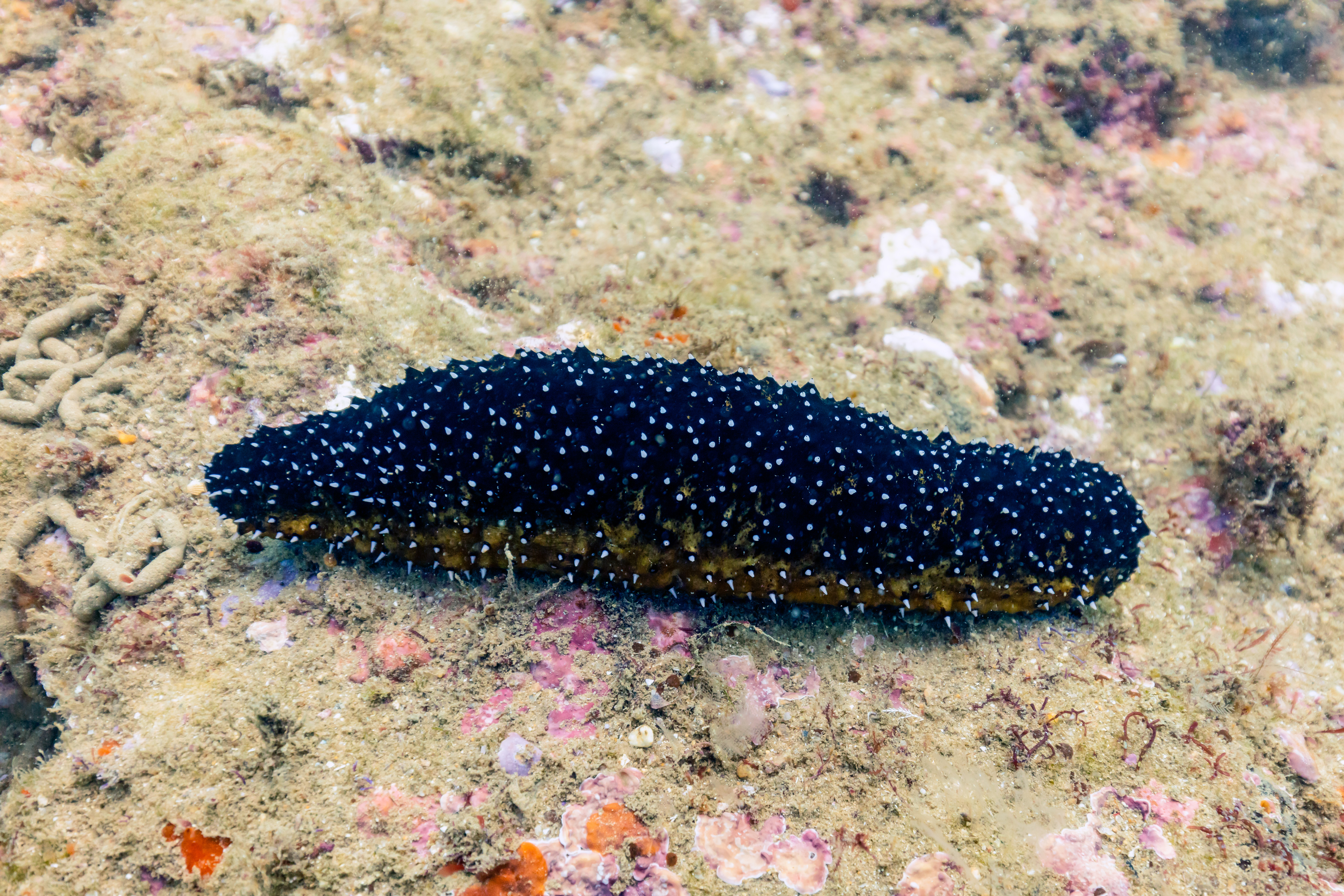
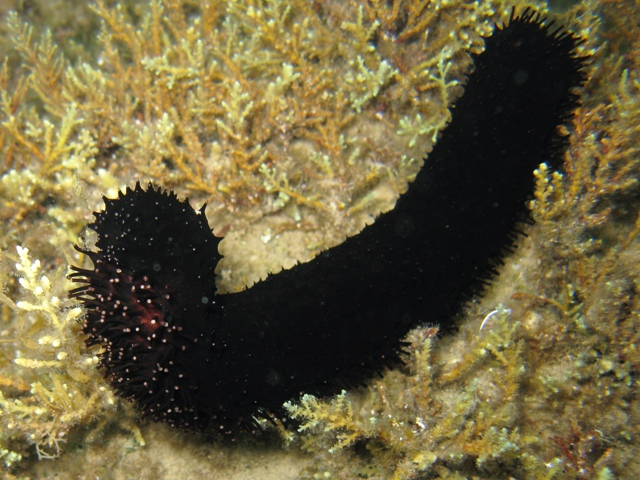
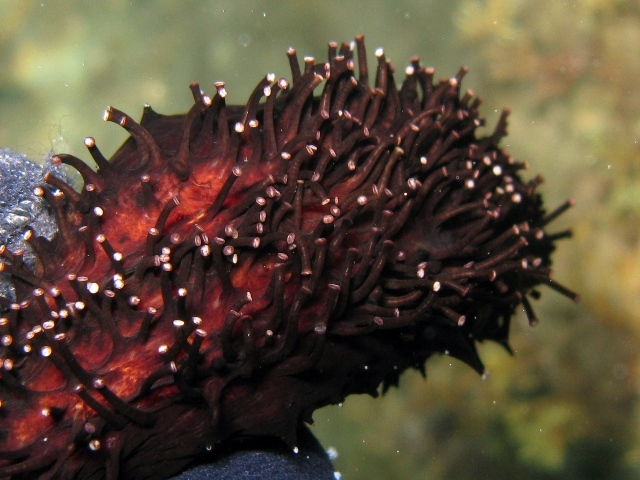
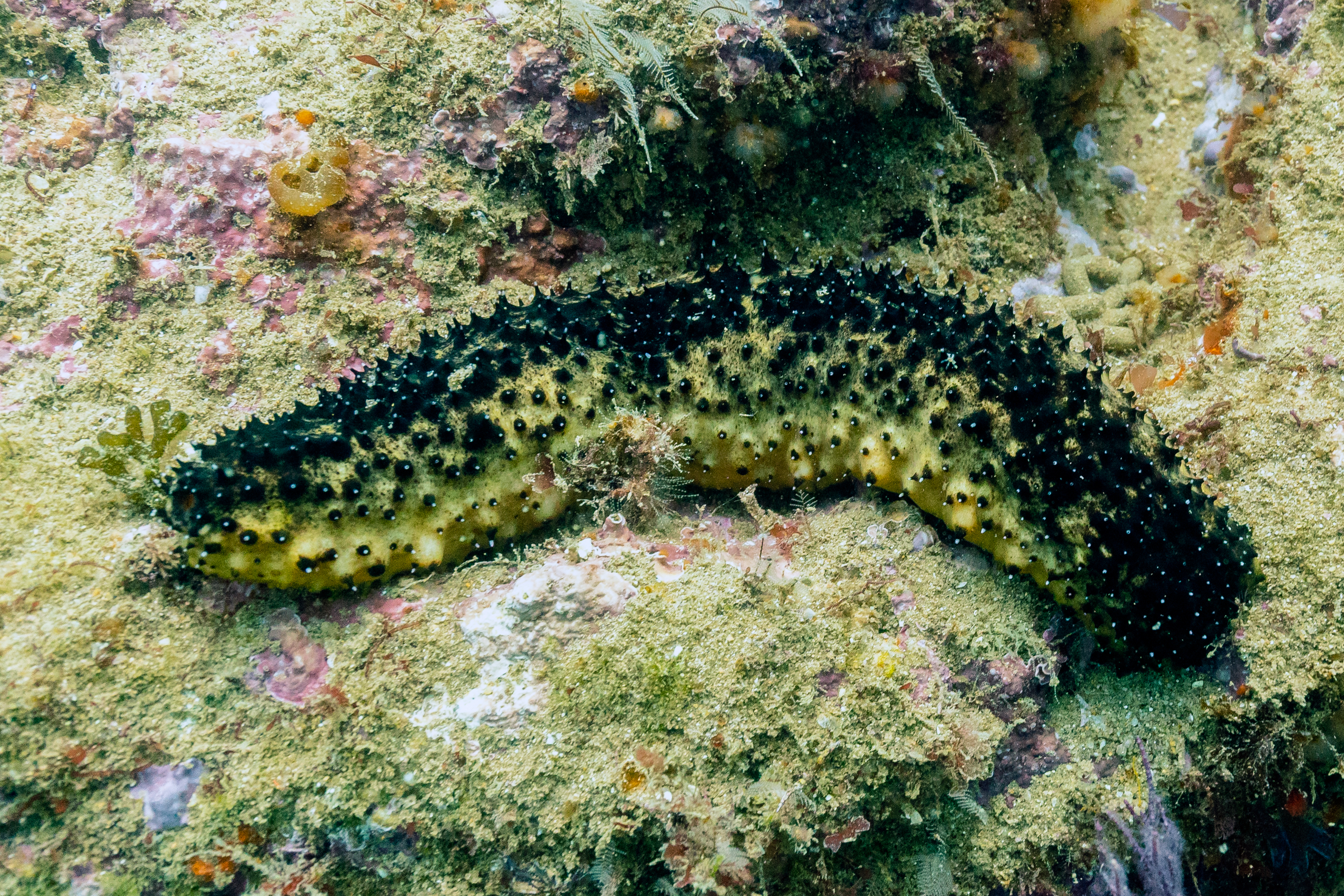

## Habitat et répartition
On les trouve en Atlantique nord-est et en Méditerranée.